# Thomas a Kempis
Fericitul Thomas a Kempis, în germană Thomas von Kempen, (n. Kempen, Renania de Nord-Westfalia, Germania, 1379/1380 - d. 24 august 1471, Sint-Agnietenberg bij Zwolle, Overijssel, Țările de Jos) a fost un călugăr creștin augustinian, din Evul Mediu. I se atribuie una dintre cele mai cunoscute cărți de devoțiune creștină Imitatio Christi / De Imitatione Christi, redactată în limba latină medievală.

## Biografie
Thomas a Kempis s-a născut prin anii 1379-1380, în localitatea Kempen, din actualul land german Renania de Nord-Westfalia, în Arhidieceza de Köln. Tatăl său, Ioan / Johannes Haemerken, era meșteșugar, prelucrător de metale, iar mama sa a fost Gertrude Haemerken. Thomas avea un frate mai mare, Ioan / Johannes.
După ce a urmat școala latină din Kempen, Thomas și-a urmat fratele mai mare, Johannes, și s-a stabilit în Deventer în 1395. A devenit un copist plin de talent. Mai târziu, a fost admis la mănăstirea Augustinienilor Sfânta Agnes de pe Munte de lângă Zwolle, aflată în nordul Țărilor de Jos, unde fratele său Iohannes îl precedase. Thomas a fost hirotonit preot în 1413 și a devenit subabate de Windesheim, în 1429.
La mănăstirea Sint-Agnietenberg bij Zwolle / Sfânta Agnes de pe Munte, de lângă Zwolle, Thomas a dus o viață liniștită și modestă, împărțindu-și timpul între exercițiile de devoțiune, scriere și copiere, educația și pregătirea novicilor. A copiat Biblia, în patru exemplare; dintre acestea, un exemplar este păstrat la Darmstadt, în cinci volume. Învățăturile sale erau foarte citite, iar lucrările sale abundă în citate biblice, îndeosebi din Noul Testament.
Thomas a Kempis este autorul unui mare număr de scrieri spirituale, dintre care, cea mai cunoscută este Imitatio Christi (Urmarea lui Hristos / Imitațiunea lui Cristos). Această lucrare a avut o răspândire remarcabilă, în limba latină ori în traduceri, în lumea întreagă, mai ales după inventarea tiparului.
Viața lui Thomas a Kempis este, fără îndoială, caracterizată prin cuvintele, scrise drept legendă pe un tablou vechi care se presupune că-l reprezintă: „În toate lucrurile am căutat pacea și n-am găsit-o nicăieri decât în cărți și în retragerea din lume.”
Thomas a Kempis a murit la 24 august 1471, în mănăstirea Sint-Agnietenberg bij Zwolle / Sfânta Agnes de pe Munte, de lângă Zwolle, unde a fost înmormântat. În timpul Reformei Religioase Protestante, mănăstirea Sfânta Agnes a fost distrusă, iar rămășițele pământești ale lui Thomas a Kempis au fost transferate la Biserica Sfântul Mihail de la Zwolle, unde s-au aflat până în anul 2006, când au fost așezate în Bazilica Adormirea Maicii Domnului din Zwolle. Un monument a fost ridicat în cinstea lui la Biserica Sf. Mihail din Zwolle, în Overijssel, la 11 noiembrie 1897.
Biserica Catolică l-a beatificat. Este sărbătorit în fiecare an la 25 august.

## Opera

### Imitatio Christi / De Imitatione Christi
Cea mai cunoscută lucrare atribuită lui Thomas a Kempis este Imitatio Christi. În cei peste 500 de ani câți au trecut de la redactarea ei, după Biblie, Imitatio Christi este cartea de îndrumare spirituală cea mai tipărită, în cele mai multe limbi și în cele mai multe exemplare. În limba latină a fost tipărită în peste 2000 de ediții. Leibniz scria undeva că Imitatio Christi este „una dintre cele mai bune cărți care s-au scris cândva”. Atât credincioșii catolici, credincioșii ortodocși, cât și credincioșii protestanți o admiră și se înfruptă din bogăția spirituală pe care o degajă.

#### Traduceri în limba română a lucrăriiImitatio Christi
- A Thomii dela Câmp, De Urmarea lui Hristos, patru cărți, Tiparul Seminarului, Blaj, 1812, traducere de Samuil Micu; este prima traducere cunoscută în limba română.
- Urmare lui Iisus Hristos, Tipografia lui I. Kopainig, 1845, traducere de Gavriil Munteanu (reeditată în 1901, 1938, 1944);
- Imitațiunea lui Cristos, Bacău, 1902, traducere de P. N.;
- Imitațiunea lui Cristos, Iași, 1932, traducere de I. B., la Institutul „Presa Bună”;
- Thomas a Kempis, Imitațiunea lui Cristos, Arhiepiscopia Romano-Catolică București, 1992, traducere de Andrei Brezianu;
- Urmarea lui Hristos, tipărită cu binecuvântarea Preasfințitului Eftimie Luca, episcopul Romanului, Editura „Bunavestire”, Bacău, 1997, reeditare a traducerii lui Gavriil Munteanu.

E demn de știut că prima traducere cunoscută în limba slavonă a lucrării Imitatio Christi e datorată unui român, boierul cărturar Udriște Năsturel, cumnatul domnitorului Matei Basarab. Traducerea a fost realizată și tipărită în secolul al XVII-lea, la Mănăstirea Dealu.

### Alte lucrări (selecție)
- Vera sapientia
- Dialogus noviciorum
- Hortulus rosarum
- Vallis liliorum

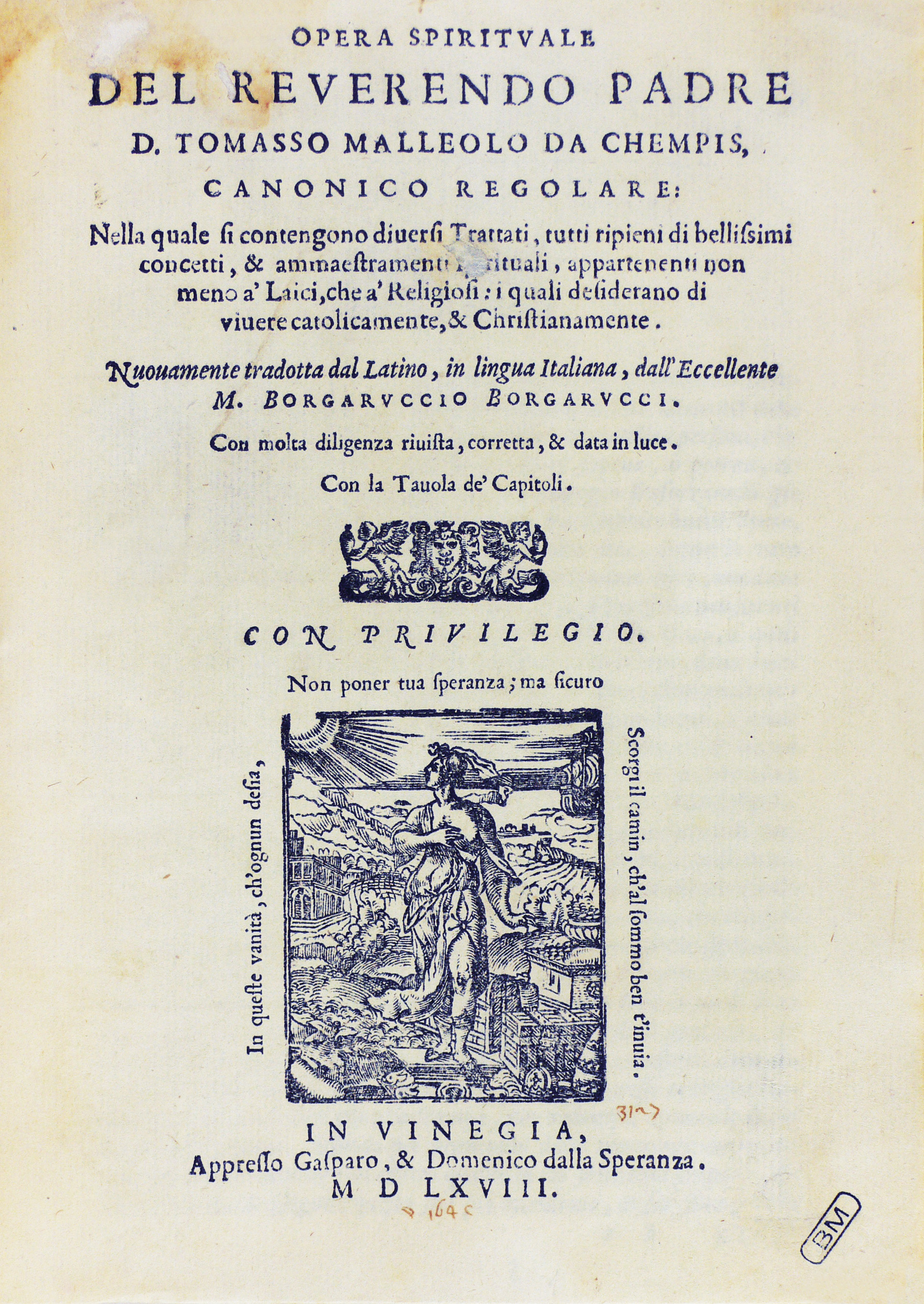
Opera spirituale, 1568.

- Orationes et meditationes de vita Christi
- Soliloquium animae
- De disciplina claustralium
- Hospitale pauperum
- Libellus spiritualis exercitii

## Moaștele / relicvele Fericitului Thomas a Kempis

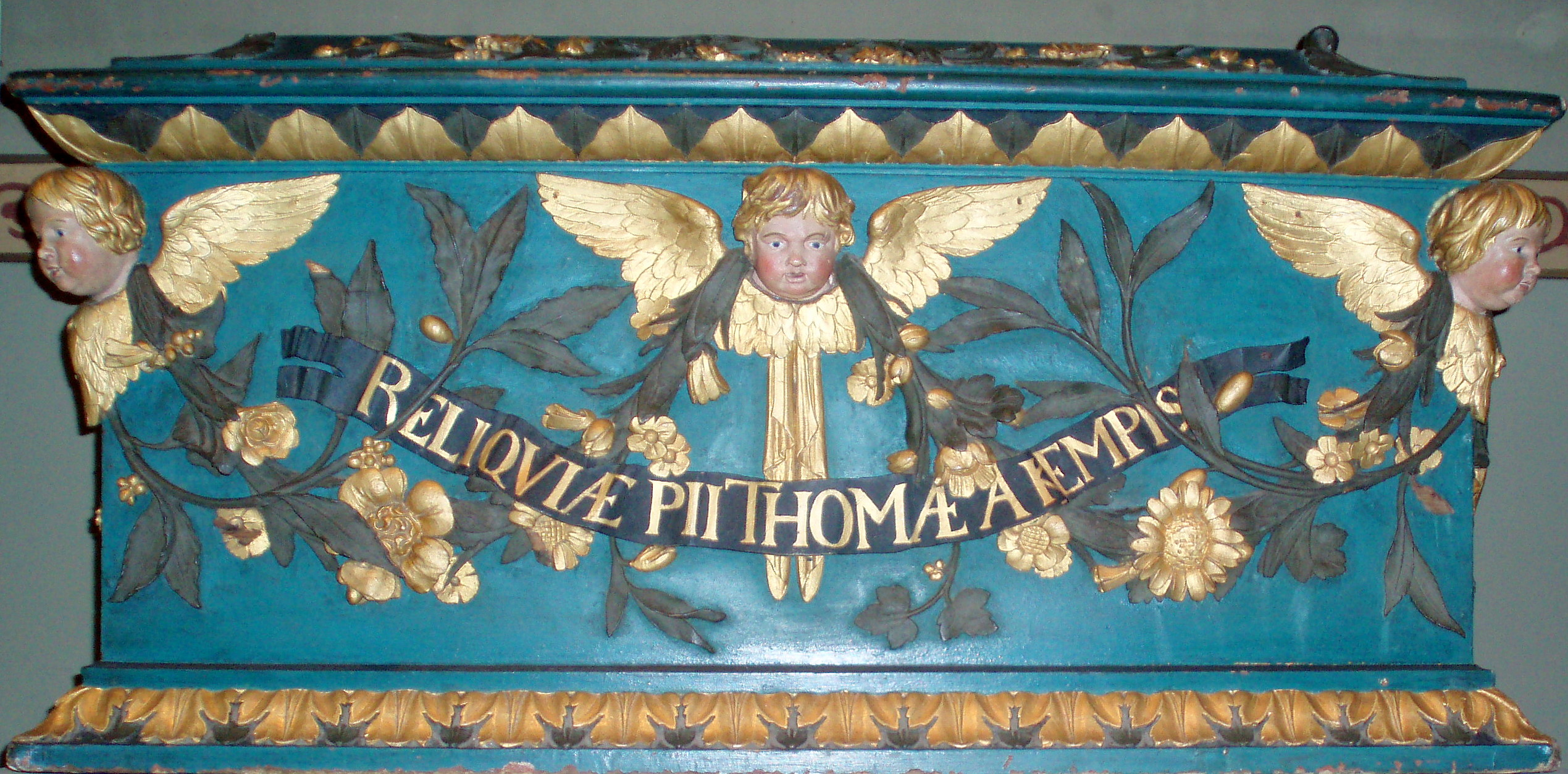
Raclă / relicvariu conținând moaște ale Fericitului Thomas a Kempis. Pe raclă se poate citi, în latină: RELIQVIÆ PII THOMÆ A KEMPIS, iar în biserică se poate citi, în limba latină textul: HONORI, NON MEMORIAE THOMAE KEMPENSIS, CUJUS NOMEN PERENNIUS QUAM MONUMENTUM

Până în 2005, moaștele / relicvele Fericitului Thomas a Kempis se aflau într-unul din altarele Bisericii Sf. Mihail din Zwolle, în provincia Overijssel, Țările de Jos. De aici, în anul 2006, au fost transferate la Bazilica Adormirea Maicii Domnului aflată în centrul orașului Zwolle.

## Trivia
- Papa Ioan Paul I a murit[16] în timp ce citea De Imitatione Christi.[17]
- În 2004, când s-a făcut alegerea celui mai mare olandez, Thomas a Kempis s-a clasat pe locul 71.

## Galerie de imagini

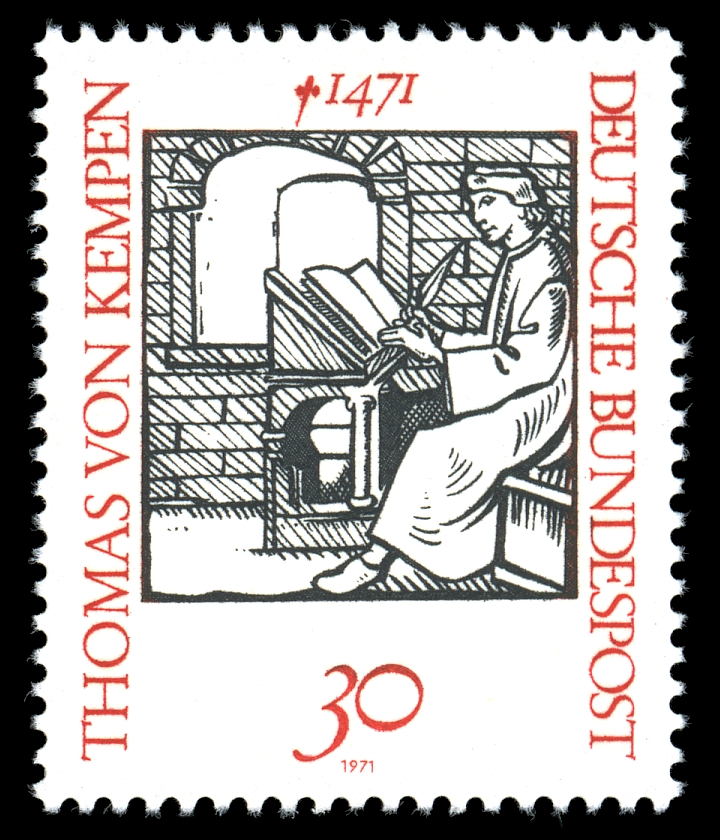
Marcă poştală emisă de serviciile poştale ale Republicii Federale Germania, în 1971, dedicată lui Thomas a Kempis
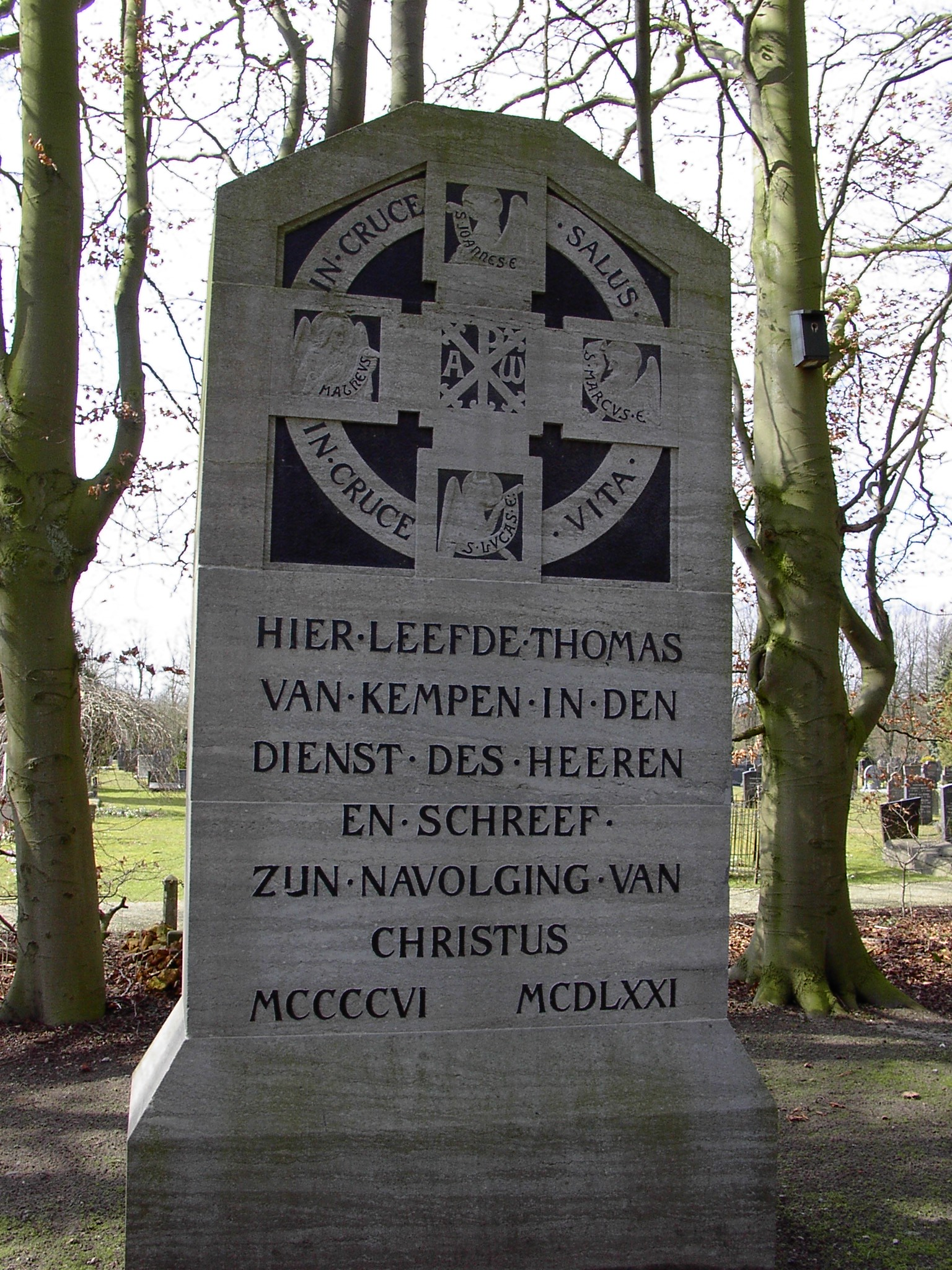
Monumentul din Zwolle dedicat lui Thomas a Kempis
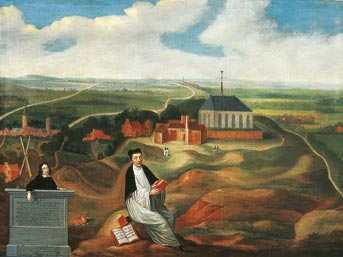
Thomas a Kempis la Mănăstirea Sfânta Agnes de pe Munte (ulei pe pânză din secolul al XVII-lea). Pictura originală se află la Stedelijk Museum din Zwolle.
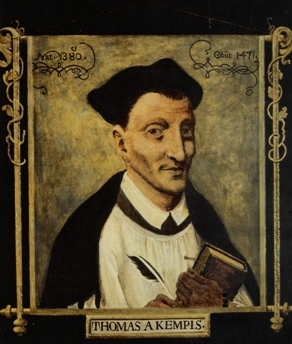
Thomas a Kempis, portret realizat de un contemporan al călugărului, la Zwolle.
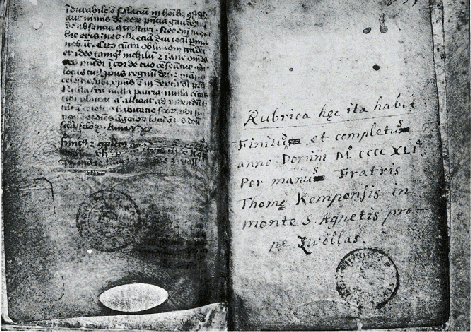
De Imitatione Christi (manuscris păstrat la  Koninklijke Bibliotheek, din Bruxelles)
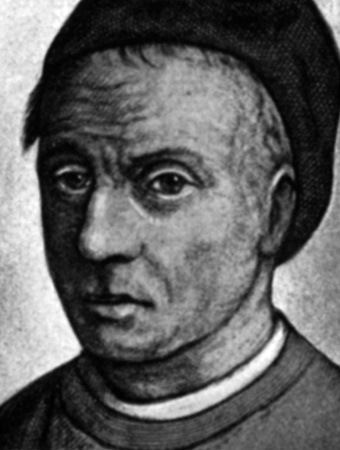
Thomas a Kempis